# Олимпийская сборная Кот-д’Ивуара по футболу
Олимпийская сборная Кот-д’Ивуара по футболу или сборная Кот-д’Ивуара по футболу до 23 лет (англ. Ivory Coast national under-23 football team) — команда, представляющая Кот-д’Ивуар на Олимпийских и Африканских в дисциплине «Футбол», а так же на Кубке африканских наций среди молодёжных команд. В заявку сборной на Олимпийские игры могут включаться игроки не старше 23 лет, за исключением трёх футболистов, которые могут быть старше этого возраста.

## Статистика выступлений

### Олимпийские игры
| Показатели выступлений на Олимпийских играх | Показатели выступлений на Олимпийских играх | Показатели выступлений на Олимпийских играх | Показатели выступлений на Олимпийских играх | Показатели выступлений на Олимпийских играх | Показатели выступлений на Олимпийских играх | Показатели выступлений на Олимпийских играх | Показатели выступлений на Олимпийских играх | Показатели выступлений на Олимпийских играх |
| Год                                         | Раунд                                       | Место                                       | М                                           | В                                           | Н                                           | П                                           | МЗ                                          | МП                                          |
| ------------------------------------------- | ------------------------------------------- | ------------------------------------------- | ------------------------------------------- | ------------------------------------------- | ------------------------------------------- | ------------------------------------------- | ------------------------------------------- | ------------------------------------------- |
| 1900-1988                                   | см. Сборная Кот-д’Ивуара по футболу         | см. Сборная Кот-д’Ивуара по футболу         | см. Сборная Кот-д’Ивуара по футболу         | см. Сборная Кот-д’Ивуара по футболу         | см. Сборная Кот-д’Ивуара по футболу         | см. Сборная Кот-д’Ивуара по футболу         | см. Сборная Кот-д’Ивуара по футболу         | см. Сборная Кот-д’Ивуара по футболу         |
| 1992                                        | Не прошли квалификацию                      | Не прошли квалификацию                      | Не прошли квалификацию                      | Не прошли квалификацию                      | Не прошли квалификацию                      | Не прошли квалификацию                      | Не прошли квалификацию                      | Не прошли квалификацию                      |
| 1996                                        | Не прошли квалификацию                      | Не прошли квалификацию                      | Не прошли квалификацию                      | Не прошли квалификацию                      | Не прошли квалификацию                      | Не прошли квалификацию                      | Не прошли квалификацию                      | Не прошли квалификацию                      |
| 2000                                        | Не прошли квалификацию                      | Не прошли квалификацию                      | Не прошли квалификацию                      | Не прошли квалификацию                      | Не прошли квалификацию                      | Не прошли квалификацию                      | Не прошли квалификацию                      | Не прошли квалификацию                      |
| 2004                                        | Не прошли квалификацию                      | Не прошли квалификацию                      | Не прошли квалификацию                      | Не прошли квалификацию                      | Не прошли квалификацию                      | Не прошли квалификацию                      | Не прошли квалификацию                      | Не прошли квалификацию                      |
| 2008                                        | Четвертьфинал                               | 6                                           | 4                                           | 2                                           | 0                                           | 2                                           | 6                                           | 6                                           |
| 2012                                        | Не прошли квалификацию                      | Не прошли квалификацию                      | Не прошли квалификацию                      | Не прошли квалификацию                      | Не прошли квалификацию                      | Не прошли квалификацию                      | Не прошли квалификацию                      | Не прошли квалификацию                      |
| 2016                                        | Не прошли квалификацию                      | Не прошли квалификацию                      | Не прошли квалификацию                      | Не прошли квалификацию                      | Не прошли квалификацию                      | Не прошли квалификацию                      | Не прошли квалификацию                      | Не прошли квалификацию                      |
| 2020                                        | Четвертьфинал                               | 7                                           | 4                                           | 1                                           | 2                                           | 1                                           | 4                                           | 4                                           |
| Итого                                       |                                             |                                             | 8                                           | 3                                           | 1                                           | 4                                           | 10                                          | 10                                          |

### Африканские игры
| Показатели выступлений на Африканских играх | Показатели выступлений на Африканских играх | Показатели выступлений на Африканских играх | Показатели выступлений на Африканских играх | Показатели выступлений на Африканских играх | Показатели выступлений на Африканских играх | Показатели выступлений на Африканских играх | Показатели выступлений на Африканских играх | Показатели выступлений на Африканских играх |
| Год                                         | Раунд                                       | Место                                       | М                                           | В                                           | Н                                           | П                                           | МЗ                                          | МП                                          |
| ------------------------------------------- | ------------------------------------------- | ------------------------------------------- | ------------------------------------------- | ------------------------------------------- | ------------------------------------------- | ------------------------------------------- | ------------------------------------------- | ------------------------------------------- |
| 1900-1988                                   | см. Сборная Кот-д’Ивуара по футболу         | см. Сборная Кот-д’Ивуара по футболу         | см. Сборная Кот-д’Ивуара по футболу         | см. Сборная Кот-д’Ивуара по футболу         | см. Сборная Кот-д’Ивуара по футболу         | см. Сборная Кот-д’Ивуара по футболу         | см. Сборная Кот-д’Ивуара по футболу         | см. Сборная Кот-д’Ивуара по футболу         |
| 1991                                        | Не прошли квалификацию                      | Не прошли квалификацию                      | Не прошли квалификацию                      | Не прошли квалификацию                      | Не прошли квалификацию                      | Не прошли квалификацию                      | Не прошли квалификацию                      | Не прошли квалификацию                      |
| 1995                                        | Не прошли квалификацию                      | Не прошли квалификацию                      | Не прошли квалификацию                      | Не прошли квалификацию                      | Не прошли квалификацию                      | Не прошли квалификацию                      | Не прошли квалификацию                      | Не прошли квалификацию                      |
| 1999                                        | Групповой этап                              | 6                                           | 3                                           | 1                                           | 1                                           | 1                                           | 4                                           | 7                                           |
| 2003                                        | Не участвовали                              | Не участвовали                              | Не участвовали                              | Не участвовали                              | Не участвовали                              | Не участвовали                              | Не участвовали                              | Не участвовали                              |
| 2007                                        | Не участвовали                              | Не участвовали                              | Не участвовали                              | Не участвовали                              | Не участвовали                              | Не участвовали                              | Не участвовали                              | Не участвовали                              |
| 2011                                        | Не участвовали                              | Не участвовали                              | Не участвовали                              | Не участвовали                              | Не участвовали                              | Не участвовали                              | Не участвовали                              | Не участвовали                              |
| 2015                                        | Не прошли квалификацию                      | Не прошли квалификацию                      | Не прошли квалификацию                      | Не прошли квалификацию                      | Не прошли квалификацию                      | Не прошли квалификацию                      | Не прошли квалификацию                      | Не прошли квалификацию                      |
| 2019                                        | Не участвовали                              | Не участвовали                              | Не участвовали                              | Не участвовали                              | Не участвовали                              | Не участвовали                              | Не участвовали                              | Не участвовали                              |
| Итого                                       |                                             |                                             | 3                                           | 1                                           | 1                                           | 1                                           | 4                                           | 7                                           |

### Кубок африканских наций среди молодёжных команд
| Показатели выступлений на Кубке африканских наций среди молодёжных команд | Показатели выступлений на Кубке африканских наций среди молодёжных команд | Показатели выступлений на Кубке африканских наций среди молодёжных команд | Показатели выступлений на Кубке африканских наций среди молодёжных команд | Показатели выступлений на Кубке африканских наций среди молодёжных команд | Показатели выступлений на Кубке африканских наций среди молодёжных команд | Показатели выступлений на Кубке африканских наций среди молодёжных команд | Показатели выступлений на Кубке африканских наций среди молодёжных команд | Показатели выступлений на Кубке африканских наций среди молодёжных команд |
| Год                                                                       | Раунд                                                                     | Место                                                                     | М                                                                         | В                                                                         | Н                                                                         | П                                                                         | МЗ                                                                        | МП                                                                        |
| ------------------------------------------------------------------------- | ------------------------------------------------------------------------- | ------------------------------------------------------------------------- | ------------------------------------------------------------------------- | ------------------------------------------------------------------------- | ------------------------------------------------------------------------- | ------------------------------------------------------------------------- | ------------------------------------------------------------------------- | ------------------------------------------------------------------------- |
| 2011                                                                      | Групповой этап                                                            | -                                                                         | 3                                                                         | 1                                                                         | 1                                                                         | 1                                                                         | 3                                                                         | 4                                                                         |
| 2015                                                                      | Не прошли квалификацию                                                    | Не прошли квалификацию                                                    | Не прошли квалификацию                                                    | Не прошли квалификацию                                                    | Не прошли квалификацию                                                    | Не прошли квалификацию                                                    | Не прошли квалификацию                                                    | Не прошли квалификацию                                                    |
| 2019                                                                      | Серебро                                                                   | 2                                                                         | 5                                                                         | 3                                                                         | 0                                                                         | 2                                                                         | 5                                                                         | 5                                                                         |
| Итого                                                                     | 1 Серебро                                                                 | 1 медаль                                                                  | 8                                                                         | 4                                                                         | 1                                                                         | 3                                                                         | 8                                                                         | 9                                                                         |

## Награды
Кубок африканских наций среди молодёжных команд
- — 2019

## Текущий состав сборной
Ниже перечислены игроки, которые были включены в заявку сборной Кот-д’Ивуара на Олимпийские игры 2020 в Японии. По правилам в заявку могут быть включены 3 игрока старше 23 лет.

Финальный состав олимпийской сборной был объявлен 3 июля 2021 года.
Тренер —  Суалихо Хайдара
| 1  | Вр  | Максим Наголи     | 20 декабря 2000 (20 лет)  |  |  | СОЛ                    |  |  |  |
| 16 | Вр  | Ира Элиэзер Тапе  | 31 августа 1997 (23 года) |  |  | Сан-Педро              |  |  |  |
| 22 | Вр  | Николя Тие        | 13 февраля 2001 (20 лет)  |  |  | Витория                |  |  |  |
|    |     |                   |                           |  |  |                        |  |  |  |
| 2  | Защ | Силас Гнака       | 18 декабря 1998 (22 года) |  |  | Эйпен                  |  |  |  |
| 3  | Защ | Эрик Байи         | 12 апреля 1994 (27 лет)   |  |  | Манчестер Юнайтед      |  |  |  |
| 4  | Защ | Куадио Ив Дабила  | 1 января 1997 (24 года)   |  |  | Мускрон                |  |  |  |
| 5  | Защ | Исмаэль Диалло    | 29 января 1997 (24 года)  |  |  | Аяччо                  |  |  |  |
| 6  | Защ | Вилфрид Синго     | 25 декабря 2000 (20 лет)  |  |  | Торино                 |  |  |  |
| 17 | Защ | Зие Уаттара       | 9 января 2000 (21 год)    |  |  | Витория                |  |  |  |
| 19 | Защ | Коффи Куао        | 20 мая 1998 (23 года)     |  |  | Визела                 |  |  |  |
|    |     |                   |                           |  |  |                        |  |  |  |
| 7  | ПЗ  | Идрисса Думбия    | 14 апреля 1998 (23 года)  |  |  | Уэска                  |  |  |  |
| 8  | ПЗ  | Франк Кессье      | 19 декабря 1996 (24 года) |  |  | Милан                  |  |  |  |
| 12 | ПЗ  | Куасси Эбуэ       | 13 декабря 1997 (23 года) |  |  | Генк                   |  |  |  |
| 14 | ПЗ  | Парфе Гуягон      | 22 февраля 2001 (20 лет)  |  |  | Бейтар Тель-Авив Рамла |  |  |  |
| 18 | ПЗ  | Шейк Тимите       | 20 ноября 1997 (23 года)  |  |  | Амьен                  |  |  |  |
|    |     |                   |                           |  |  |                        |  |  |  |
| 9  | Нап | Юсуф Дао          | 5 марта 1998 (23 года)    |  |  | Спарта                 |  |  |  |
| 10 | Нап | Амад Диалло       | 11 июля 2002 (19 лет)     |  |  | Манчестер Юнайтед      |  |  |  |
| 11 | Нап | Кристиан Куаме    | 6 декабря 1997 (23 года)  |  |  | Фиорентина             |  |  |  |
| 13 | Нап | Абдул Кадер Кейта | 6 ноября 2000 (20 лет)    |  |  | Вестерло               |  |  |  |
| 15 | Нап | Макс Градель      | 30 ноября 1987 (33 года)  |  |  | Сивасспор              |  |  |  |
| 20 | Нап | Абубакар Думбия   | 12 ноября 1999 (21 год)   |  |  | Маккаби (Нетания)      |  |  |  |

## Статистика игр
| 1991 Квалификация, Африканские игры 1991 | Кот-д’Ивуар | 1:0 | Нигерия |  |
|                                          | ???         |     |         |  |

| 1991 Квалификация, Африканские игры 1991 | Нигерия | 0:3 | Кот-д’Ивуар |  |
|                                          |         |     | ???         |  |

| 1995 Квалификация, Африканские игры 1995 | Нигерия | 1:0 | Кот-д’Ивуар |  |
|                                          | ???     |     |             |  |

| 1995 Квалификация, Африканские игры 1995 | Кот-д’Ивуар | 0:2 | Нигерия |  |
|                                          |             |     | ???     |  |

| 13 июня 1999 Квалификация, Летние Олимпийские игры 2000 | Алжир | 1:3 | Кот-д’Ивуар |  |
|                                                         | ???   |     | ???         |  |

| 27 июня 1999 Квалификация, Летние Олимпийские игры 2000 | Кот-д’Ивуар | 1:1 | Алжир |  |
|                                                         | ???         |     | ???   |  |

| 1 августа 1999 Квалификация, Африканские игры 1999 | Кот-д’Ивуар | 1:1 | Нигерия |  |
|                                                    | ???         |     | ???     |  |

| 3 августа 1999 Квалификация, Африканские игры 1999 | Буркина-Фасо | 0:2 | Кот-д’Ивуар |  |
|                                                    |              |     | ???         |  |

| 5 августа 1999 Квалификация, Африканские игры 1999 | Кот-д’Ивуар | 0:0 | Гана |  |

| 10 сентября 1999 Групповой этап, Африканские игры 1999 | Замбия                                                    | 4:0 | Кот-д’Ивуар | Йоханнесбург, ЮАР |
|                                                        | - Траоре 22′ (авт.) - Мвамба 27′ - Банда 55′ - Фичите 74′ |     |             | Стадион: Орландо  |

| 12 сентября 1999 Групповой этап, Африканские игры 1999 | Кот-д’Ивуар                | 3:2 | Маврикий               | Йоханнесбург, ЮАР |
|                                                        | - Коне 3′, 55′ - Коффи 88′ |     | - Набот 72′ - Итье 74′ | Стадион: Орландо  |

| 14 сентября 1999 Групповой этап, Африканские игры 1999 | Камерун      | 1:1 | Кот-д’Ивуар | Йоханнесбург, ЮАР |
|                                                        | - Мейонг 67′ |     | - Коне 83′  | Стадион: Орландо  |

| 16 сентября 1999 Матч за 5-е место, Африканские игры 1999 | Алжир                              | 2:0 | Кот-д’Ивуар | Йоханнесбург, ЮАР |
|                                                           | - Сахрауи 20′ - Н'Гбочо 57′ (авт.) |     |             | Стадион: Орландо  |

| 17 октября 1999 Квалификация, Летние Олимпийские игры 2000 | Тунис | 1:1 | Кот-д’Ивуар |  |
|                                                            | ???   |     | ???         |  |

| 31 октября 1999 Квалификация, Летние Олимпийские игры 2000 | Кот-д’Ивуар | 4:1 | Марокко |  |
|                                                            | ???         |     | ???     |  |

| 20 февраля 2000 Квалификация, Летние Олимпийские игры 2000 | Кот-д’Ивуар | 3:3 | Египет |  |
|                                                            | ???         |     | ???    |  |

| 27 февраля 2000 Квалификация, Летние Олимпийские игры 2000 | Египет | 2:1 | Кот-д’Ивуар |  |
|                                                            | ???    |     | ???         |  |

| 12 марта 2000 Квалификация, Летние Олимпийские игры 2000 | Кот-д’Ивуар | 3:1 | Тунис |  |
|                                                          | ???         |     | ???   |  |

| 26 марта 2000 Квалификация, Летние Олимпийские игры 2000 | Марокко | 2:1 | Кот-д’Ивуар |  |
|                                                          | ???     |     | ???         |  |

| 26 октября 2003 Квалификация, Летние Олимпийские игры 2004 | Мали                                    | 3:0 | Кот-д’Ивуар |  |
|                                                            | - Н'Диайе 44′ - Абоута 44′ - Диалло 44′ |     |             |  |

| 21 декабря 2003 Квалификация, Летние Олимпийские игры 2004 | Кот-д’Ивуар                              | 4:1 | ДР Конго     |  |
|                                                            | - Джеду 35′, 81′ - Кутуан 39′ - Коне 46′ |     | - Калобо 54′ |  |

| 3 января 2004 Квалификация, Летние Олимпийские игры 2004 | Кот-д’Ивуар | 1:1 | Камерун      |  |
|                                                          | - Джеду 12′ |     | - Рабиху 61′ |  |

| 22 февраля 2004 Квалификация, Летние Олимпийские игры 2004 | Камерун                | 2:0 | Кот-д’Ивуар |  |
|                                                            | - Жоб 12′ - Мокаке 52′ |     |             |  |

| 13 марта 2004 Квалификация, Летние Олимпийские игры 2004 | Кот-д’Ивуар              | 2:1 | Мали         |  |
|                                                          | - Куасси 19′ - Джеду 26′ |     | - Сидибе 47′ |  |

| 27 марта 2004 Квалификация, Летние Олимпийские игры 2004 | ДР Конго     | 1:0 | Кот-д’Ивуар |  |
|                                                          | - Саддам 75′ |     |             |  |

| 7 февраля 2007 Квалификация, Летние Олимпийские игры 2008 | Египет              | 1:1 | Кот-д’Ивуар | Каир, Египет                                                  |
|                                                           | - аль-Мухаммади 90′ |     | - Сиссе 22′ | Стадион: Каирский международный стадион Судья: Мохамед Геззаз |

| 24 марта 2007 Квалификация, Летние Олимпийские игры 2008 | Кот-д’Ивуар | 3:1 | Египет | Абиджан, Кот-д’Ивуар |
|                                                          | ???         |     | - Саид |                      |

| 3 июня 2007 Квалификация, Летние Олимпийские игры 2008 | Замбия                      | 2:0 | Кот-д’Ивуар | Чингола, Замбия                              |
|                                                        | - Мбеве 29′ - Сингулума 31′ |     |             | Стадион: Нчанга Стэдиум Судья: Тапело Дисанг |

| 22 августа 2007 Квалификация, Летние Олимпийские игры 2008 | Кот-д’Ивуар                | 2:0 | Сенегал | Абиджан, Кот-д’Ивуар |
|                                                            | - Ангуа 71′ - Жервиньо 75′ |     |         |                      |

| 9 сентября 2007 Квалификация, Летние Олимпийские игры 2008 | Кот-д’Ивуар                                | 3:1 | Мали          | Абиджан, Кот-д’Ивуар |
|                                                            | - Гие 22′ - Н'Госсан - Жервиньо 81′ (пен.) |     | - Дембеле 36′ |                      |

| 13 октября 2007 Квалификация, Летние Олимпийские игры 2008 | Мали         | 1:2 | Кот-д’Ивуар                 | Бамако, Мали |
|                                                            | - Сидибе 36′ |     | - Джакпа 55′ - Жервиньо 90′ |              |

| 18 ноября 2007 Квалификация, Летние Олимпийские игры 2008 | Кот-д’Ивуар                                | 4:1 | Замбия          | Абиджан, Кот-д’Ивуар |
|                                                           | - Жервиньо 32′, 38′ - Сиссе 59′ - Калу 80′ |     | - Сингулума 70′ |                      |

| 2007 Квалификация, Африканские игры 2007 | Кот-д’Ивуар | 2:0 | Гана |  |

| 2007 Квалификация, Африканские игры 2007 | Гана | 2:0 (4:3 пен.) | Кот-д’Ивуар |  |

| 26 марта 2008 Квалификация, Летние Олимпийские игры 2008 | Сенегал    | 1:3 | Кот-д’Ивуар      | Дакар, Сенегал |
|                                                          | - Сарр 65′ |     | - Сиссе 36′, 50′ |                |

| 27 июля 2008 Товарищеский матч | Республика Корея                  | 2:1 | Кот-д’Ивуар    | Сувон, Кёнгидо, Республика Корея                                       |
| 20:00 (UTC+09:00)              | - Чон Сон Рён 20′ - Ли Гын Хо 62′ |     | - Жервиньо 74′ | Стадион: Сувон уорлд кап стадиум Зрителей: 31 266 Судья: Хуан Цзюньцзе |

| 7 августа 2008 Групповой этап, Летние Олимпийские игры 2008 | Кот-д’Ивуар | 1:2     | Аргентина                | Шанхай, Китай                                                       |
| 19:45 (UTC+8:00)                                            | - Сиссе 53′ | (отчёт) | - Месси 43′ - Акоста 86′ | Стадион: Шанхайский стадион Зрителей: 43 266 Судья: Вольфганг Штарк |

| 10 августа 2008 Групповой этап, Летние Олимпийские игры 2008 | Кот-д’Ивуар                 | 4:2     | Сербия                                                       | Шанхай, Китай                                                              |
| 19:45 (UTC+8:00)                                             | - Мрдакович 16′ - Ракич 90′ | (отчёт) | - Сиссе 3′ - Райкович 24′ (авт.) - Калу 70′ - Жервиньо 90+3′ | Стадион: Шанхайский стадион Зрителей: 38 320 Судья: Роберто Морено Салазар |

| 13 августа 2008 Групповой этап, Летние Олимпийские игры 2008 | Кот-д’Ивуар | 1:0     | Австралия | Тяньцзинь, Китай                                                                       |
| 19:45 (UTC+8:00)                                             | - Калу 81′  | (отчёт) |           | Стадион: Стадион Олимпийского центра в Тяньцзине Зрителей: 50 437 Судья: Джаир Марруфо |

| 16 августа 2008 Групповой этап, Летние Олимпийские игры 2008 | Нигерия                              | 2:0     | Кот-д’Ивуар | Циньхуандао, Китай                                                                                   |
| 21:00 (UTC+8:00)                                             | - Одемвингие 44′ - Обинна 82′ (пен.) | (отчёт) |             | Стадион: Стадион Олимпийского спорткомплекса города Циньхуандао Зрителей: 28 944 Судья: Масуд Моради |

| 27 марта 2011 Первый квалификационный раунд, Кубок африканских наций среди молодёжных команд 2011 | Кот-д’Ивуар                               | 4:0 | Либерия | Аккра, Гана |
|                                                                                                   | - Дебле 13′, 63′ - Мейте 28′ - Траоре 90′ |     |         |             |

| 20 апреля 2011 Первый квалификационный раунд, Кубок африканских наций среди молодёжных команд 2011 | Либерия | 0:0 | Кот-д’Ивуар | Монровия, Либерия |

| 5 июня 2011 Второй квалификационный раунд, Кубок африканских наций среди молодёжных команд 2011 | Республика Конго | 1:2 | Кот-д’Ивуар |  |
|                                                                                                 | ???              |     | ???         |  |

| 18 июня 2011 Второй квалификационный раунд, Кубок африканских наций среди молодёжных команд 2011 | Кот-д’Ивуар | 1:0 | Республика Конго |  |
|                                                                                                  | - Гугуи 10′ |     |                  |  |

| 27 ноября 2011 Групповой этап, Кубок африканских наций среди молодёжных команд 2011 | ЮАР          | 1:1 | Кот-д’Ивуар    | Марракеш, Марокко                         |
| 20:30 (UTC+1:00)                                                                    | - Бхенгу 21′ |     | - Гриффитс 81′ | Стадион: Марракеш Судья: Бушайб Эль Ахрах |

| 30 ноября 2011 Групповой этап, Кубок африканских наций среди молодёжных команд 2011 | Кот-д’Ивуар | 1:0 | Египет | Марракеш, Марокко                            |
| 20:30 (UTC+1:00)                                                                    | - Коне 82′  |     |        | Стадион: Марракеш Судья: Хамада Нампиандраза |

| 3 декабря 2011 Групповой этап, Кубок африканских наций среди молодёжных команд 2011 | Габон                                  | 3:1 | Кот-д’Ивуар  | Марракеш, Марокко                            |
| 19:00 (UTC+1:00)                                                                    | - Ндонг Мба 46′, 49′ (пен.) - Якуя 78′ |     | - Траоре 30′ | Стадион: Марракеш Судья: Хамада Нампиандраза |

| 22 марта 2015 Квалификация, Африканские игры 2015 | Буркина-Фасо               | 2:1 | Кот-д’Ивуар    | Уагадугу, Буркина-Фасо                               |
| 16:00 (UTC+0:00)                                  | - Уэдраого 54′ - Санго 88′ |     | - Куадьо 45+2′ | Стадион: Стадион имени 4 Августа Судья: Усман Сидибе |

| 11 апреля 2015 Квалификация, Африканские игры 2015 | Буркина-Фасо | 0:0 | Кот-д’Ивуар | Абиджан, Кот-д’Ивуар                                      |
| 15:30 (UTC+0:00)                                   |              |     |             | Стадион: Роберт Шампру Стад Судья: Эль Фатих Вадид Халиль |

| 18 июля 2015 Третий квалификационный раунд, Кубок африканских наций среди молодёжных команд 2015 | Кот-д’Ивуар | 0:0 | Замбия | Абиджан, Кот-д’Ивуар                               |
| 15:00 (UTC+0:00)                                                                                 |             |     |        | Стадион: Роберт Шампру Стад Судья: Букари Уэдраого |

| 1 августа 2015 Третий квалификационный раунд, Кубок африканских наций среди молодёжных команд 2015 | Замбия   | 0:0 (4:3 пен.)                                                  | Кот-д’Ивуар | Лусака, Замбия                                   |
| 15:00 (UTC+2:00)                                                                                   |          |                                                                 |             | Стадион: Нколома Стэдиум Судья: Тирело Моситване |
| | Пенальти |                                                                 |             |                                                  |
| - Чирва - Кампамба - Чепеши - Б. Сакала - Жоржиньо - С. Сакала - Дака                              |          | - Кессье - Ассале - Диарра - Кулибали - Майга - Аулу - Н’Гессан |             |                                                  |

| 22 марта 2019 Второй квалификационный раунд, Кубок африканских наций среди молодёжных команд 2019 | Нигер      | 1:2 | Кот-д’Ивуар                 | Ниамей, Нигер                                            |
| 16:30 (UTC+1:00)                                                                                  | - Сабо 58′ |     | - Ньянгбо 23′ - Сангаре 74′ | Стадион: Генерал Сейни Кунче Стад Судья: Альхади Махамат |

| 25 марта 2019 Второй квалификационный раунд, Кубок африканских наций среди молодёжных команд 2019 | Кот-д’Ивуар                                                                        | 6:1 | Нигер          | Абиджан, Кот-д’Ивуар                                 |
| 17:00 (UTC+0:00)                                                                                  | - И. Амаду 5′ (авт.) - Брачиано 15′, 56′ - Куаме 40′ - Дао 65′ - Тимите 88′ (пен.) |     | - Амустафа 21′ | Стадион: Феликс Уфуэ-Буаньи Стад Судья: Башир Салису |

| 7 сентября 2019 Третий квалификационный раунд, Кубок африканских наций среди молодёжных команд 2019 | Кот-д’Ивуар | 0:1 | Гвинея      | Ниамей, Нигер                                                          |
| 17:00 (UTC+1:00)                                                                                    |             |     | - Силла 63′ | Стадион: Генерал Сейни Кунче Стад Судья: Елебодом Гадо Мавабве Боджона |

| 10 сентября 2019 Третий квалификационный раунд, Кубок африканских наций среди молодёжных команд 2019 | Гвинея           | 1:2 | Кот-д’Ивуар              | Ниамей, Нигер                                    |
| 16:00 (UTC+1:00)                                                                                     | - Му. Траоре 35′ |     | - Куаме 17′ - Траоре 63′ | Стадион: Стад Ду 28 септембре Судья: Джерри Йеке |

| 9 ноября 2019 Групповой этап, Кубок африканских наций среди молодёжных команд 2019 | Нигерия | 0:1     | Кот-д’Ивуар        | Каир, Египет                                     |
| 17:00 (UTC+2:00)                                                                   |         | (отчёт) | - Гнака 71′ (пен.) | Стадион: Аль-Салам Стэдиум Судья: Мохамед Мааруф |

| 12 ноября 2019 Групповой этап, Кубок африканских наций среди молодёжных команд 2019 | Кот-д’Ивуар | 0:1     | ЮАР           | Каир, Египет                                           |
| 17:00 (UTC+2:00)                                                                    |             | (отчёт) | - Мокоена 79′ | Стадион: Аль-Салам Стэдиум Судья: Сулейман Ахмед Джама |

| 15 ноября 2019 Групповой этап, Кубок африканских наций среди молодёжных команд 2019 | Кот-д’Ивуар  | 1:0     | Замбия | Каир, Египет                                                    |
| 20:00 (UTC+2:00)                                                                    | - Дабила 61′ | (отчёт) |        | Стадион: Каирский международный стадион Судья: Луи Хунгнанданде |

| 15 ноября 2019 Полуфинал, Кубок африканских наций среди молодёжных команд 2019 | Кот-д’Ивуар    | 2:2 (3:2 пен.)                             | Гана                      | Каир, Египет                                                    |
| 20:00 (UTC+2:00)                                                               | - Дао 13′, 85′ | (отчёт)                                    | - Йебоа 51′ - Менса 90+2′ | Стадион: Каирский международный стадион Судья: Луи Хунгнанданде |
|                                                                                | Пенальти       |                                            |                           |                                                                 |
| - Диалло - Кампамба - Кейта - Траоре                                           |                | - Ломоти - Каджо - Менса - Обенг - Квабена |                           |                                                                 |

| 22 ноября 2019 Финал, Кубок африканских наций среди молодёжных команд 2019 | Египет                          | 2:1 (доп. вр.) | Кот-д’Ивуар  | Каир, Египет                                                         |
| 20:00 (UTC+2:00)                                                           | - Эль Эраки 37′ - Р. Собхи 114′ | (отчёт)        | - Думбия 89′ | Стадион: Каирский международный стадион Судья: Андофетра Ракотожаона |

| 13 октября 2020 Товарищеский матч | Саудовская Аравия | 0:0     | Кот-д’Ивуар | Эд-Даммам, Саудовская Аравия                     |
| 18:00 (UTC+3:00)                  |                   | (отчёт) |             | Стадион: Стадион имени принца Мохамеда бин Фахда |

| 22 июля 2021 Групповой этап, Летние Олимпийские игры 2020 | Кот-д’Ивуар                        | 2:1     | Саудовская Аравия | Иокогама, Канагава, Япония                        |
| 17:30 (UTC+9:00)                                          | - Аль-Амри 39′ (авт.) - Кессье 66′ | (отчёт) | - Аль-Давсари 44′ | Стадион: Ниссан Зрителей: 0 Судья: Мэттьюш Конгер |

| 25 июля 2021 Групповой этап, Летние Олимпийские игры 2020 | Бразилия | 0:0     | Кот-д’Ивуар | Иокогама, Канагава, Япония                       |
| 17:30 (UTC+9:00)                                          |          | (отчёт) |             | Стадион: Ниссан Зрителей: 0 Судья: Исмаил Эльфат |

| 28 июля 2021 Групповой этап, Летние Олимпийские игры 2020 | Германия    | 1:1     | Кот-д’Ивуар          | Рифу, Мияги, Япония                               |
| 17:00 (UTC+9:00)                                          | - Лёвен 73′ | (отчёт) | - Хенрикс 69′ (авт.) | Стадион: Мияги Зрителей: 0 Судья: Леодан Гонсалес |

| 31 июля 2021 Четвертьфинал, Летние Олимпийские игры 2020 | Испания                                                      | 5:2 (доп. вр.) | Кот-д’Ивуар                | Рифу, Мияги, Япония                                    |
| 17:00 (UTC+9:00)                                         | - Ольмо 30′ - Мир 90+3′, 117′, 120+1′ - Оярсабаль 98′ (пен.) | (отчёт)        | - Байи 10′ - Градель 90+1′ | Стадион: Мияги Зрителей: 5 526 Судья: Хесус Валенсуэла |

## Дополнительно
- Сборная Кот-д’Ивуара по футболу
- Сборная Кот-д’Ивуара по футболу (до 20 лет)
- Сборная Кот-д’Ивуара по футболу (до 17 лет)